# Sinh địa tầng
Sinh địa tầng hay sinh địa tầng học là một nhánh của địa tầng học tập trung nghiên cứu mối quan hệ và định tuổi tương đối của các tầng đá bằng cách sử dụng các tập hợp hóa thạch chứa trong chúng. Thường thì mục đích là xác lập mối quan hệ giữa các tầng của hai hay nhiều mặt cắt địa chất xem chúng có cùng thời gian hình thành hay không. Các hóa thạch là những dấu hiệu tốt để chứng minh điều này vì các trầm tích có cùng tuổi hình thành có thể có vẻ bề ngoài khác nhau hoàn toàn do chúng hình thành trong các điều kiện môi trường trầm tích khác nhau. Ví dụ, một mặt cắt có thể được cấu tạo bởi các lớp sét và sét vôi trong khi đó một mặt cắt khác lại là đá vôi chứa nhiều đá phấn hơn, nhưng nếu các loài hóa thạch trong chúng được ghi nhận là giống nhau, thì hai loại trầm tích này có thể được lắng đọng cùng lúc.
Sinh địa tầng học được hình thành vào đầu thế kỷ 19, khi các nhà địa chất học nhận ra rằng có mối quan hệ giữa các tập hóa thạch giữa các loại đá giống nhau. Phương pháp xác định này đã được thực hiện rất tốt trước khi Charles Darwin giải thích về cơ chế đằng sau nó đó là sự tiến hóa.